# Calvin Verdonk
Calvin Verdonk (Dordrecht, 26 aprile 1997) è un calciatore olandese naturalizzato indonesiano, difensore del N.E.C. e della nazionale indonesiana.

## Caratteristiche tecniche
È un terzino sinistro.

## Carriera

### Club
Cresciuto nelle giovanili del Feyenoord, fa il debutto in prima squadra l'8 marzo 2015 nel corso del match vinto 3-0 contro il NAC Breda.
Nel luglio 2016 viene ceduto in prestito al PEC Zwolle.

### Nazionale
Partecipa con la nazionale Under-19 olandese al Campionato europeo 2016 di categoria.

## Statistiche

### Presenze e reti nei club
Statistiche aggiornate al 30 giugno 2017.
| Stagione        | Squadra         | Campionato      | Campionato | Campionato | Coppe nazionali | Coppe nazionali | Coppe nazionali | Coppe continentali | Coppe continentali | Coppe continentali | Altre coppe | Altre coppe | Altre coppe | Totale | Totale |
| Stagione        | Squadra         | Comp            | Pres       | Reti       | Comp            | Pres            | Reti            | Comp               | Pres               | Reti               | Comp        | Pres        | Reti        | Pres   | Reti   |
| --------------- | --------------- | --------------- | ---------- | ---------- | --------------- | --------------- | --------------- | ------------------ | ------------------ | ------------------ | ----------- | ----------- | ----------- | ------ | ------ |
| 2015-2016       | Feyenoord       | E               | 1          | 0          | CO              | 0               | 0               |                    | -                  | -                  |             | -           | -           | 1      | 0      |
| 2016-2017       | PEC Zwolle      | E               | 17         | 0          | CO              | 2               | 0               |                    | -                  | -                  |             | -           | -           | 19     | 0      |
| Totale carriera | Totale carriera | Totale carriera | 18         | 0          |                 | 2               | 0               |                    | -                  | -                  |             | -           | -           | 20     | 0      |

## Palmarès

### Club
- Coppa dei Paesi Bassi: 2

Feyenoord: 2015-2016, 2017-2018
- Supercoppa dei Paesi Bassi: 1

Feyenoord: 2018